# الشرطة العسكرية (اليمن)
الشرطة العسكرية اليمنية تم إنشائها في 1962 وكانت تسمى القانون كما كان يطلق عليها الهجانه والضبط العسكري .

## المهام
الواجبات الرئيسية : 
1. تختص الشرطة العسكرية بالجرائم التي تقع على أموال وأسلحة القوات المسلحة وكافة متعلقات القوات المسلحة والأمن وأى جرائم أو مخالفات تخص العسكريين والتعاون مع الشرطة المدنية في الجرائم المشتركة وأيضاً حماية الشخصيات العسكرية الهامة.
2. تسهيل الحركة المرورية لحركة القوات داخل المدن .
3. المحافظة على أمن الشخصيات الهامة للقوات المسلحة والضيوف العسكريين .
4. تامين الحراسة وتسهيل المرور للقوافل الادارية داخل المدن وفي حركتها من المنطقة الاستراتيجية الخلفية وصولا للمنطقة الامامية الاستراتيجية التعبوية .
5. تأمين أمن المنشات العسكرية ومراكز القيادة والمدن السكنية العسكرية
6. التحقيق في القضايا الجنائية التي تقع ضمن نطاق مسئوليتها والتنسيق مع الجهات الامنية ذات العلاقة لاكمال الإجراءات اللازمة . .
7. حراسة اسري الحرب والتحيق معهم.
8. القبض علي الفارين من أرض المعركة .
9. القبض علي الافراد العسكريين اثناء تواجدهم في الاماكن المشبوهه خارج الوحدات العسكرية .
10. ضبط الضباط والافراد المطلوبين في قضايا مختلفة لدي الجهات القضائية .
11. تنفيذ الاحكام العسكرية الصادرة بحق الضباط والجنود.

## المباحث الجنائيه العسكرية
تم تأسيس المباحث الجنائيه العسكرية ضمن تشكيل الشرطة العسكرية بعد قيام ثورة 26 سبتمبر .
- ومن واجبتها :
  1. مباشرة القضاياء الجنائيه التي تقع من العسكرين
  2. تقوم بتنفيذ الاحكام الصادرة بحق العسكرين
  3. مباشرة التحقيق مع اسرى الحرب
  4. التعاون مع الجهات الأمنية في التعرف والقبض على الفارين والمطلوبين امنياً.

## القادة
- مقدم محمد صالح العرشي 1979 -1983
- عقيد ركن حميد حسين عزان 1983 -1990
- عقيد ركن محمد يحي الحاوري 1990 -1996 .
- العميد حميد علي الخراشي 1996 - 2005 .
- اللواء الركن مجلي احمد مجيديع 2005 -2014 .
- اللواء الركن عوض محمد فريد العولقي 2014-